# Talinum tenuissimum
Talinum tenuissimum är en tvåhjärtbladig växtart som beskrevs av Moritz Kurt Dinter. Talinum tenuissimum ingår i släktet taliner, och familjen Talinaceae. Inga underarter finns listade i Catalogue of Life.

## Bildgalleri

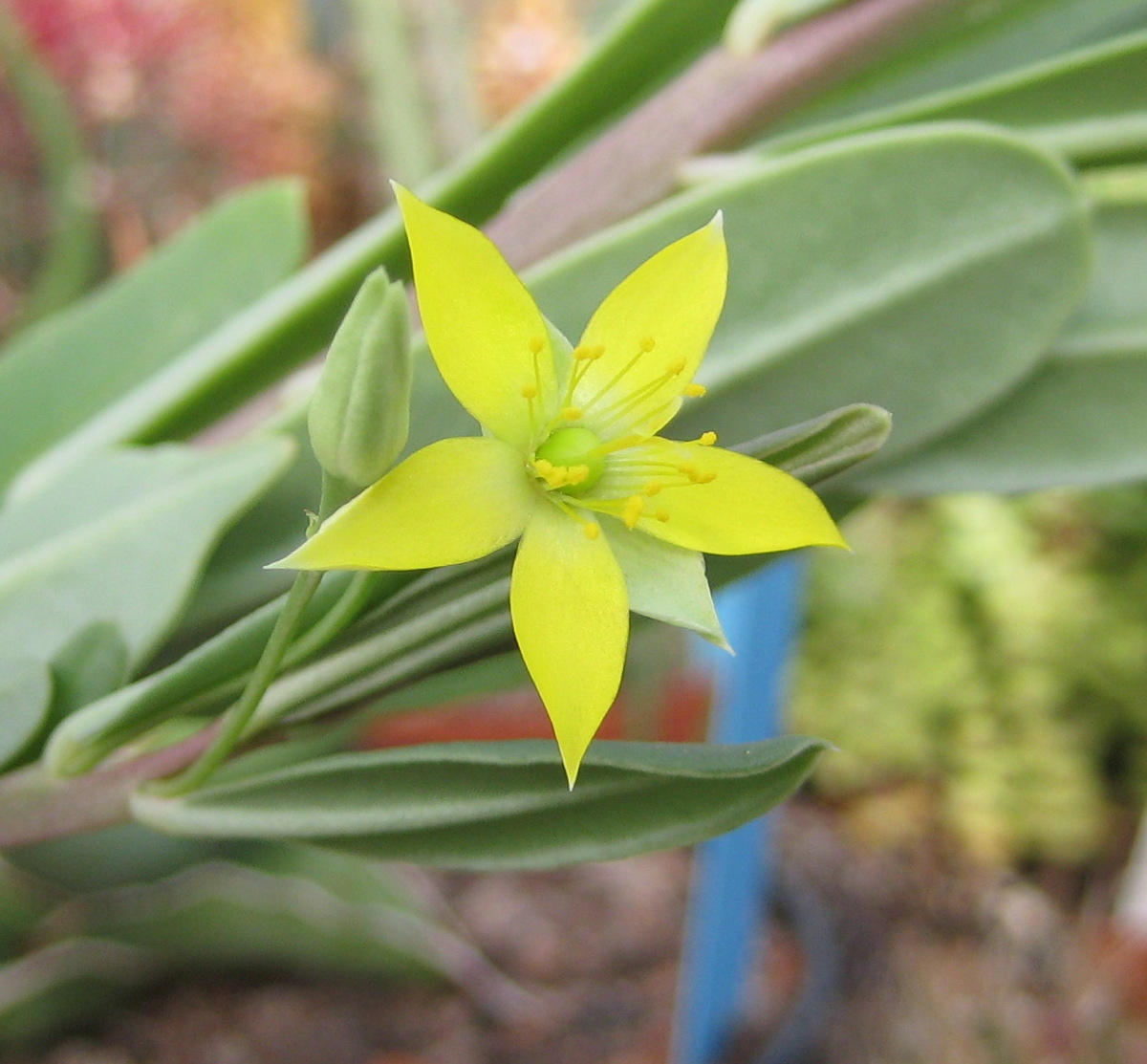
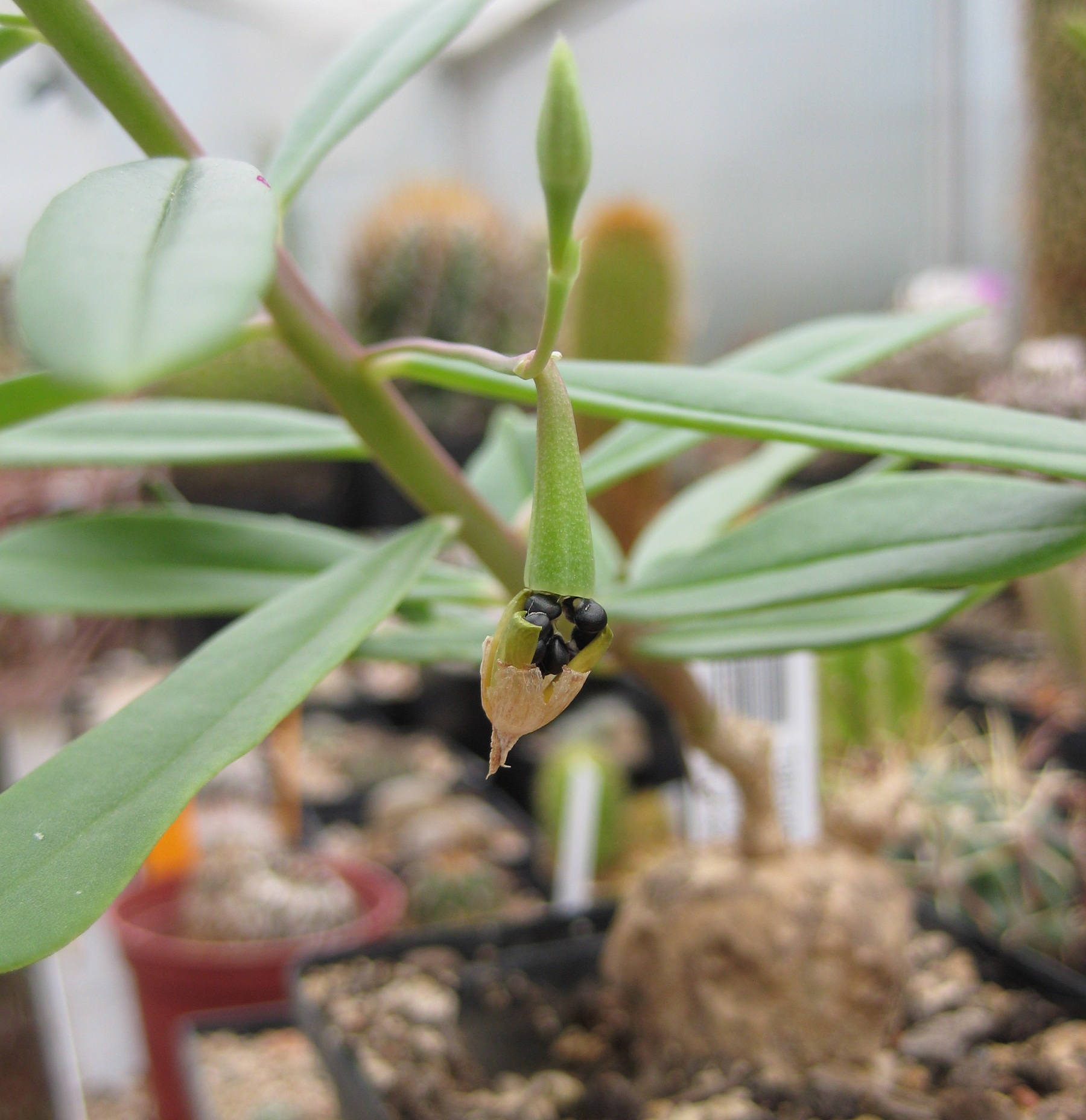
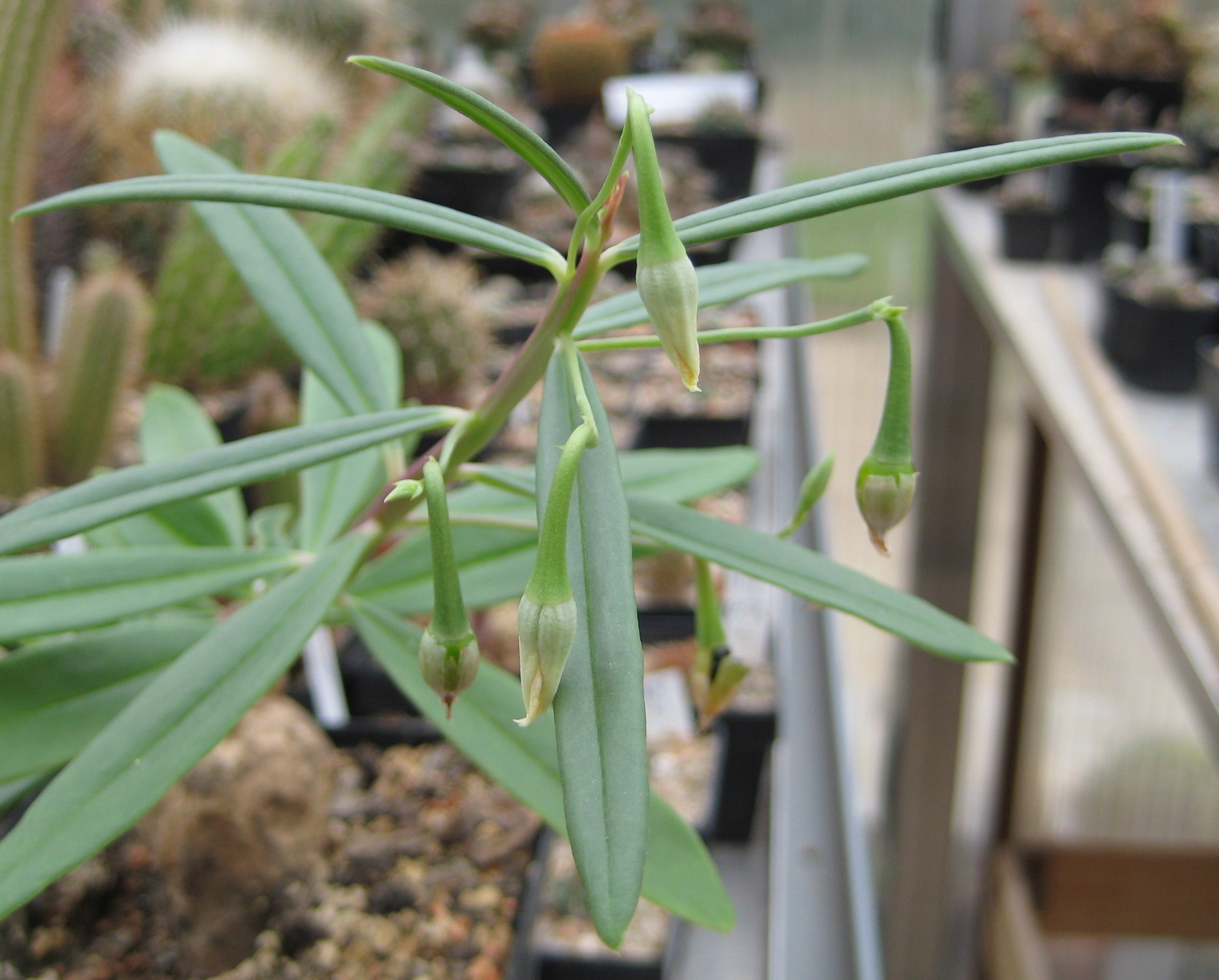